# Заовраж'є
Заовраж'є (рос. Заовражье) — присілок Солнечногорського міського поселення у Солнечногорському районі Московської області Російської Федерації.

## Розташування
Присілок Заовраж'є входить до складу міського поселення Солнечногорськ, воно розташовано на північ від Солнечногорська, поблизу річки Лутосня, поруч із озером Сенеж. Найближчий населений пункт Тимоново.

## Населення
Станом на 2002 рік у селі проживало 4 особи, а в 2010 році — 0 осіб.